# مارکو تورم
مارکو تورم (استونیایی: Marko Torm؛ زادهٔ ۲ مارس ۱۹۸۰) سیاستمدار و نماینده مجلس اهل استونی است.